# Єфрюшина Нінель Петрівна
Єфрюшина Нінель Петрівна (нар. 22 липня 1937, с. Анна, Воронезька область, РФ) — радянська та українська вчена-хімік, доктор хімічних наук (1978) та професор (1988). Дружина хіміка Андрія Івановича Греня.

## Біографія
Єфрюшина Нінель Петрівна закінчила Ленінградський гірничий інститут (сьогодні Санкт-Петербурзький гірничий університет) у 1959 р.
Працювала в 1961—1977 рр. в Одеській лабораторії Інституту загальної та неорганічної хімії АН УРСР. З 1977 р. працювала у Фізико-хімічному інституті НАНУ (Одеса): з 1979 р. — завідувачка відділу хімії лантанідів.

## Наукові дослідження
Основні напрями:
- хімія рідкісно-земельних елементів;
- фізика та хімія твердого тіла;
- синтез неорганічних матеріалів з оптичними характеристиками, які завчасно передбачені;
- вивчення зв'язку між хімічним складом, структурою та люмінесцентними характеристиками матеріалів і створення нових фото- та катодолюмінофорів.

## Основні наукові праці
- Определение микроколичеств лантаноидов по люминесценции кристаллофосфоров. К., 1976;
- Спектрофотометрические и люминесцентные методы определения лантаноидов. К., 1989;
- Электронное строение лантанидов в ортоборатах с различной структурой // ЖСХ. 1991. Т. 32, № 1;
- Люминесценция из состояния переноса зарядов ионов Yb3+ в тетраборате кальция CaB4O7 // Оптика и спектроскопия. 2003. Т. 95, № 5 (співавт.);
- Luminescence and thermoluminescence of alkaline earth metaborates // Radiation Measurements. 2007. Vol. 42, № 4–5 (усі — співавт.).

## Нагороди та відзнаки
- 1998 р. — Заслужений діяч науки і техніки України